# Europarlamentari della Romania della X legislatura
Gli europarlamentari della Romania della X legislatura, eletti in occasione delle elezioni europee del 2024, sono i seguenti.

## Composizione storica
| Europarlamentare           | Lista                                                                    | Gruppo | Gruppo                                                 |
| -------------------------- | ------------------------------------------------------------------------ | ------ | ------------------------------------------------------ |
| Dragoș Benea               | Alleanza PSD PNL (Partito Social Democratico)                            |        | Alleanza Progressista dei Socialisti e dei Democratici |
| Gheorghe Cârciu            | Alleanza PSD PNL (Partito Social Democratico)                            |        | Alleanza Progressista dei Socialisti e dei Democratici |
| Vasile Dîncu               | Alleanza PSD PNL (Partito Social Democratico)                            |        | Alleanza Progressista dei Socialisti e dei Democratici |
| Gabriela Firea             | Alleanza PSD PNL (Partito Social Democratico)                            |        | Alleanza Progressista dei Socialisti e dei Democratici |
| Maria Grapini              | Alleanza PSD PNL (Partito Social Democratico)                            |        | Alleanza Progressista dei Socialisti e dei Democratici |
| Iulian Claudiu Manda       | Alleanza PSD PNL (Partito Social Democratico)                            |        | Alleanza Progressista dei Socialisti e dei Democratici |
| Roxana Mînzatu             | Alleanza PSD PNL (Partito Social Democratico)                            |        | Alleanza Progressista dei Socialisti e dei Democratici |
| Ștefan Mușoiu              | Alleanza PSD PNL (Partito Social Democratico)                            |        | Alleanza Progressista dei Socialisti e dei Democratici |
| Victor Negrescu            | Alleanza PSD PNL (Partito Social Democratico)                            |        | Alleanza Progressista dei Socialisti e dei Democratici |
| Dan Nica                   | Alleanza PSD PNL (Partito Social Democratico)                            |        | Alleanza Progressista dei Socialisti e dei Democratici |
| Mihai Tudose               | Alleanza PSD PNL (Partito Social Democratico)                            |        | Alleanza Progressista dei Socialisti e dei Democratici |
| Rareș Bogdan               | Alleanza PSD PNL (Partito Nazionale Liberale)                            |        | Gruppo del Partito Popolare Europeo                    |
| Daniel Buda                | Alleanza PSD PNL (Partito Nazionale Liberale)                            |        | Gruppo del Partito Popolare Europeo                    |
| Gheorghe Falcă             | Alleanza PSD PNL (Partito Nazionale Liberale)                            |        | Gruppo del Partito Popolare Europeo                    |
| Mircea Hava                | Alleanza PSD PNL (Partito Nazionale Liberale)                            |        | Gruppo del Partito Popolare Europeo                    |
| Dan Motreanu               | Alleanza PSD PNL (Partito Nazionale Liberale)                            |        | Gruppo del Partito Popolare Europeo                    |
| Siegfried Mureșan          | Alleanza PSD PNL (Partito Nazionale Liberale)                            |        | Gruppo del Partito Popolare Europeo                    |
| Virgil-Daniel Popescu      | Alleanza PSD PNL (Partito Nazionale Liberale)                            |        | Gruppo del Partito Popolare Europeo                    |
| Adina-Ioana Vălean         | Alleanza PSD PNL (Partito Nazionale Liberale)                            |        | Gruppo del Partito Popolare Europeo                    |
| Adrian-George Axinia       | Alleanza per l'Unione dei Romeni                                         |        | Gruppo dei Conservatori e dei Riformisti Europei       |
| Gheorghe Piperea           | Alleanza per l'Unione dei Romeni                                         |        | Gruppo dei Conservatori e dei Riformisti Europei       |
| Șerban-Dimitrie Sturdza    | Alleanza per l'Unione dei Romeni                                         |        | Gruppo dei Conservatori e dei Riformisti Europei       |
| Claudiu Târziu             | Alleanza per l'Unione dei Romeni                                         |        | Gruppo dei Conservatori e dei Riformisti Europei       |
| Maria-Georgiana Teodorescu | Alleanza per l'Unione dei Romeni                                         |        | Gruppo dei Conservatori e dei Riformisti Europei       |
| Cristian Terheș            | Alleanza per l'Unione dei Romeni (Partito Nazionale Conservatore Romeno) |        | Gruppo dei Conservatori e dei Riformisti Europei       |
| Dan Barna                  | Alleanza Destra Unita (Unione Salvate la Romania)                        |        | Renew Europe                                           |
| Vlad Voiculescu            | Alleanza Destra Unita (Unione Salvate la Romania)                        |        | Renew Europe                                           |
| Eugen Tomac                | Alleanza Destra Unita (Partito del Movimento Popolare)                   |        | Renew Europe                                           |
| Lóránt Vincze              | Unione Democratica Magiara di Romania                                    |        | Gruppo del Partito Popolare Europeo                    |
| Iuliu Winkler              | Unione Democratica Magiara di Romania                                    |        | Gruppo del Partito Popolare Europeo                    |
| Diana Iovanovici Șoșoacă   | S.O.S. Romania                                                           |        | Non iscritti                                           |
| Luis Lazarus               | S.O.S. Romania                                                           |        | Non iscritti                                           |
| Nicolae Ștefănuță          | Indipendente                                                             |        | I Verdi/Alleanza Libera Europea                        |

## Modifiche intervenute

### Partito Social Democratico
- In data 2 dicembre 2024 a Roxana Mînzatu (nominata Commissario europeo per l'occupazione, gli affari sociali e l'integrazione nella Commissione von der Leyen II) subentra Andi Lucian Cristea[2].

## Tabelle di sintesi

### Gruppi politici
| Gruppo parlamentare | Inizio |
| ------------------- | ------ |
| S&D                 | 11     |
| PPE                 | 10     |
| ECR                 | 6      |
| RE                  | 3      |
| NI                  | 2      |
| Verdi/ALE           | 1      |
| PfE                 | –      |
| GUE/NGL             | –      |
| ESN                 | –      |
| Totale              | 33     |